# Jordi Warlop
Jordi Warlop (* 4. Juni 1996 in Veurne) ist ein belgischer Radrennfahrer.

## Sportlicher Werdegang
Als Junior war Warlop Mitglied der Nationalmannschaft und startete unter anderem im UCI Men Juniors Nations’ Cup. Bei den Straßenradsport-Europameisterschaften 2014 gewann er die Silbermedaille im Straßenrennen der Junioren. Nach dem Wechsel in die U23 fuhr er zunächst drei Jahre für das Nachwuchsteam des damaligen Teams Etixx - Quick-Step. Zur Saison 2018 wurde er Mitglied im UCI ProTeam Sport Vlaanderen-Baloise, für das er vier Jahre an den Start ging. Für das Team erzielte er regelmäßig Top-10-Platzierungen, ein Sieg blieb ihm jedoch verwehrt.
Zur Saison 2022 wechselte er zum Team B&B Hotels-KTM. Nachdem dieses Team nach nur einer Saison aufgelöst wurde, war Warlop ungeplant ohne Vertrag für die Folgesaison. Daraufhin erhielt er die Möglichkeit, zu seinem ehemaligen Team Quick-Step zurückzukehren, jedoch zunächst offiziell in das Devo Team. Gleich im ersten Saisonrennen wurde er beim omanischen Eintagesrennen Muscat Classic im UCI WorldTeam eingesetzt und erzielte mit dem zweiten Platz sein bisher bestes Ergebnis bei einem internationalen Rennen. Zur Saison 2024 wurde er vom Devo Team in das WorldTeam von Soudal Quick-Step übernommen. 
Außerhalb der Straßenradsports wurde Warlop 2022 Belgischer Meister im Beachrace, einer speziellen Disziplin des Cross-Country, die an Sandstränden ausgetragen wird und insbesondere in Belgien und den Niederlanden populär ist. 2023 wurde er in der Vizemeister hinter Tim Merlier.

## Erfolge
2014
- Europameisterschaften – Straßenrennen (Junioren)

2022
- Belgischer Meister – Beachrace

2023
- Belgischer Meister – Mannschaftszeitfahren